# Сербы в Боснии и Герцеговине
Сербы в Боснии и Герцеговине (боснийские сербы, босн. Srbi u Bosne i Hercegovine, хорв. Srbi u Bosni i Hercegovini, серб. Срби у Босни и Херцеговини) — сербы, проживающие на территории Боснии и Герцеговины.
Являются одним из государствообразующих народов Боснии и Герцеговины (наряду с боснийцами и хорватами). 49 % территории Боснии и Герцеговины составляет Республика Сербская — государственное образование сербов.
Боснийские сербы были одной из противоборствующих сторон в ходе гражданской войны 1992—1995, стремясь к сохранению единой государственности с Сербией.
В то же время многие военные лидеры боснийских сербов были осуждены Международным трибуналом по бывшей Югославии как военные преступники. Их политический лидер Радован Караджич и командовавший войсками боснийских сербов Ратко Младич были арестованы в Сербии соответственно в 2008 и 2011 годах и переданы Международному трибуналу.

## Этнический состав Боснии и Герцеговины

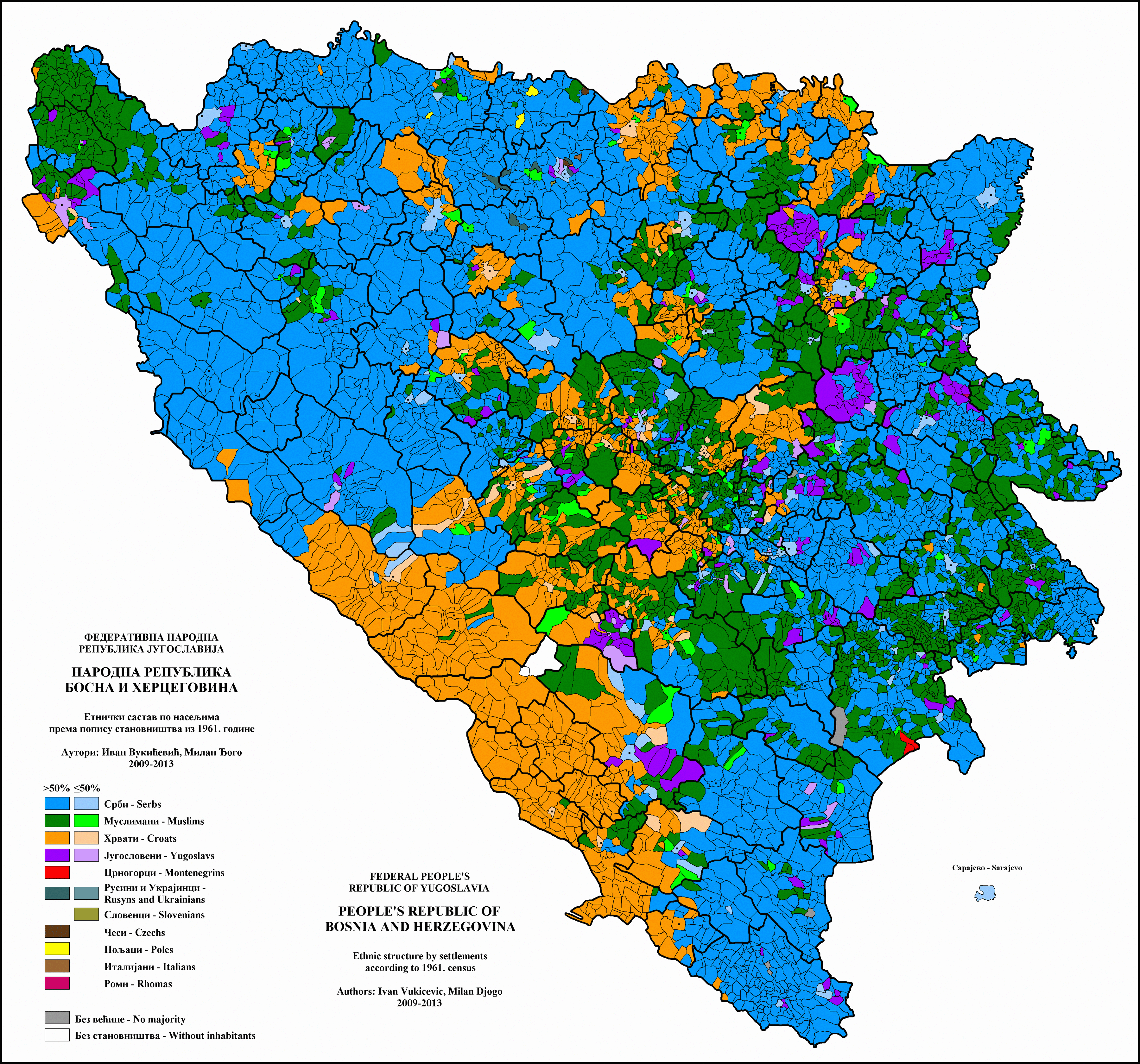
1961 год
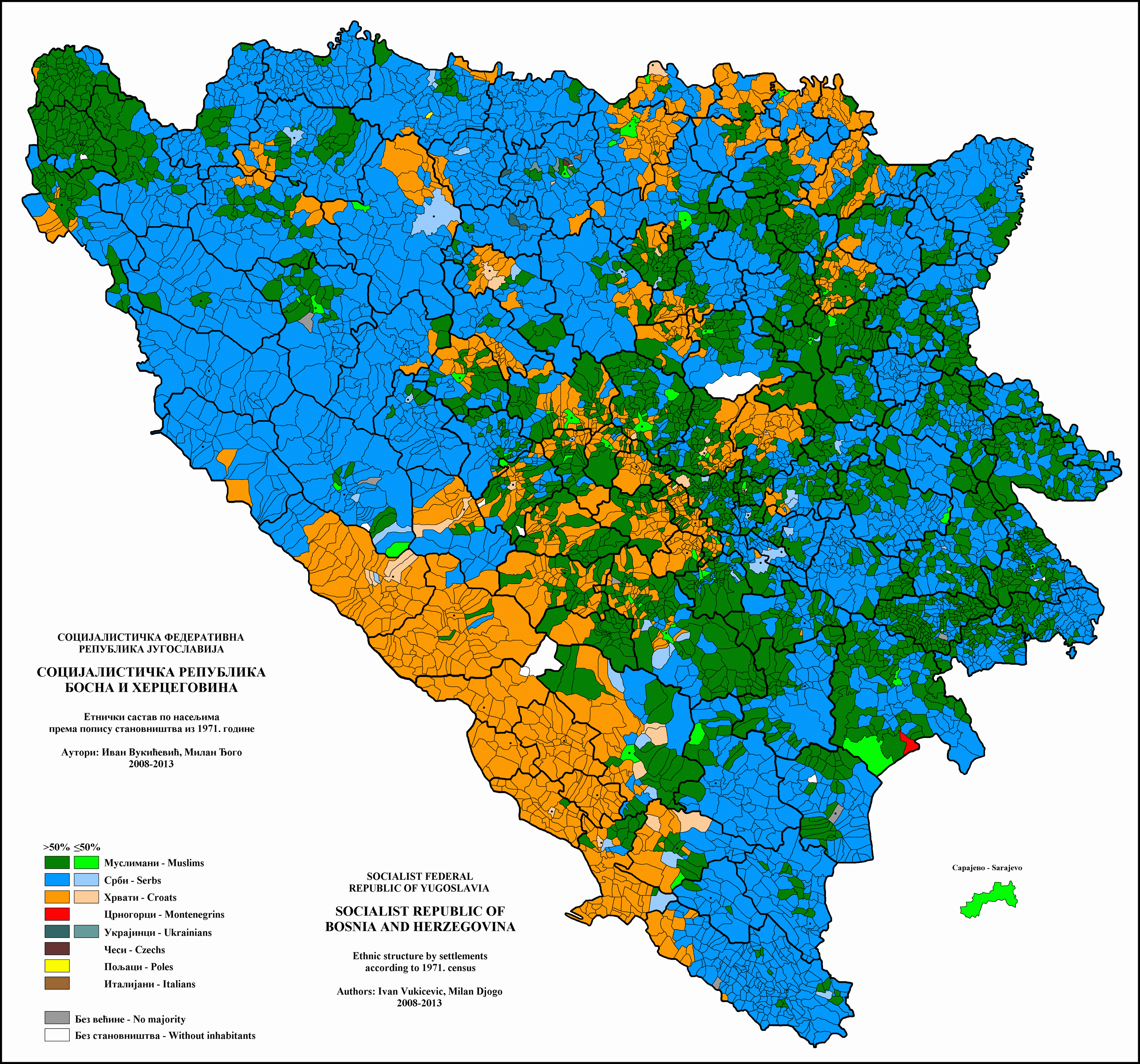
1971 год
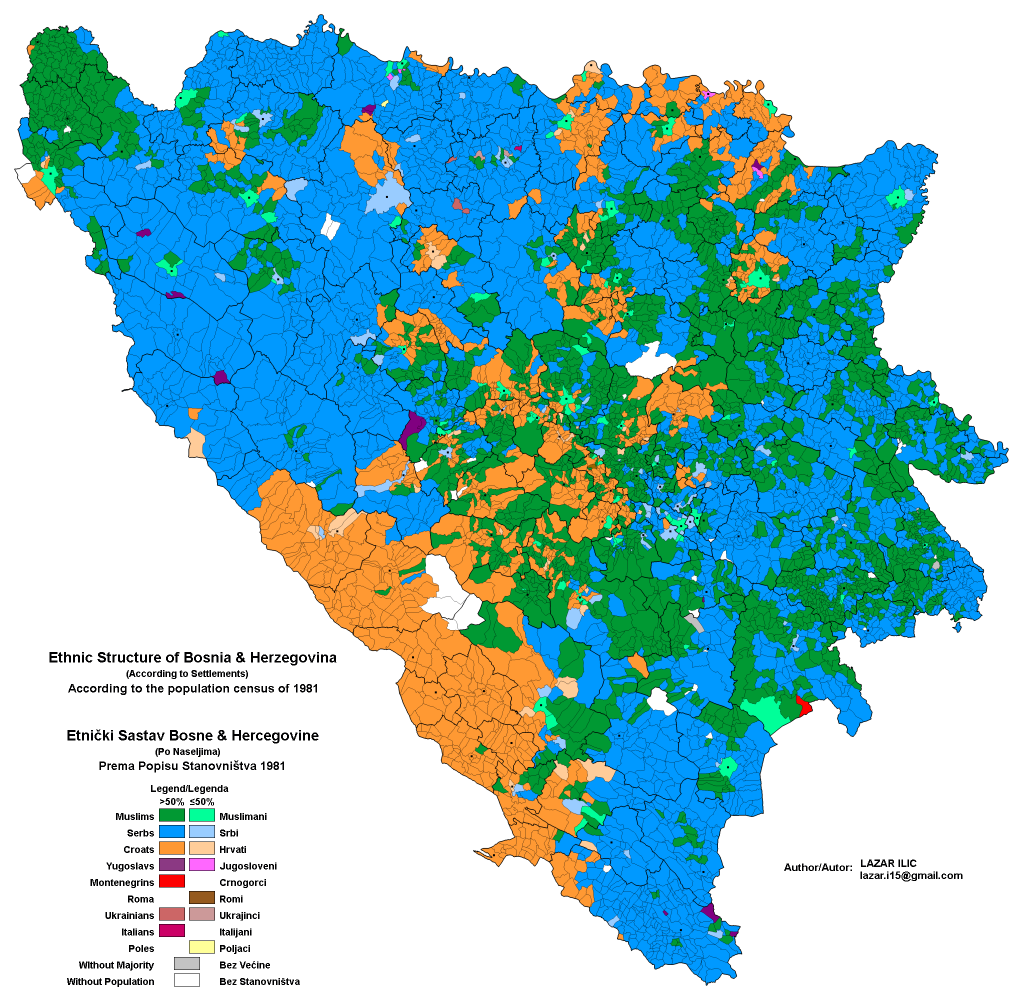
1981 год
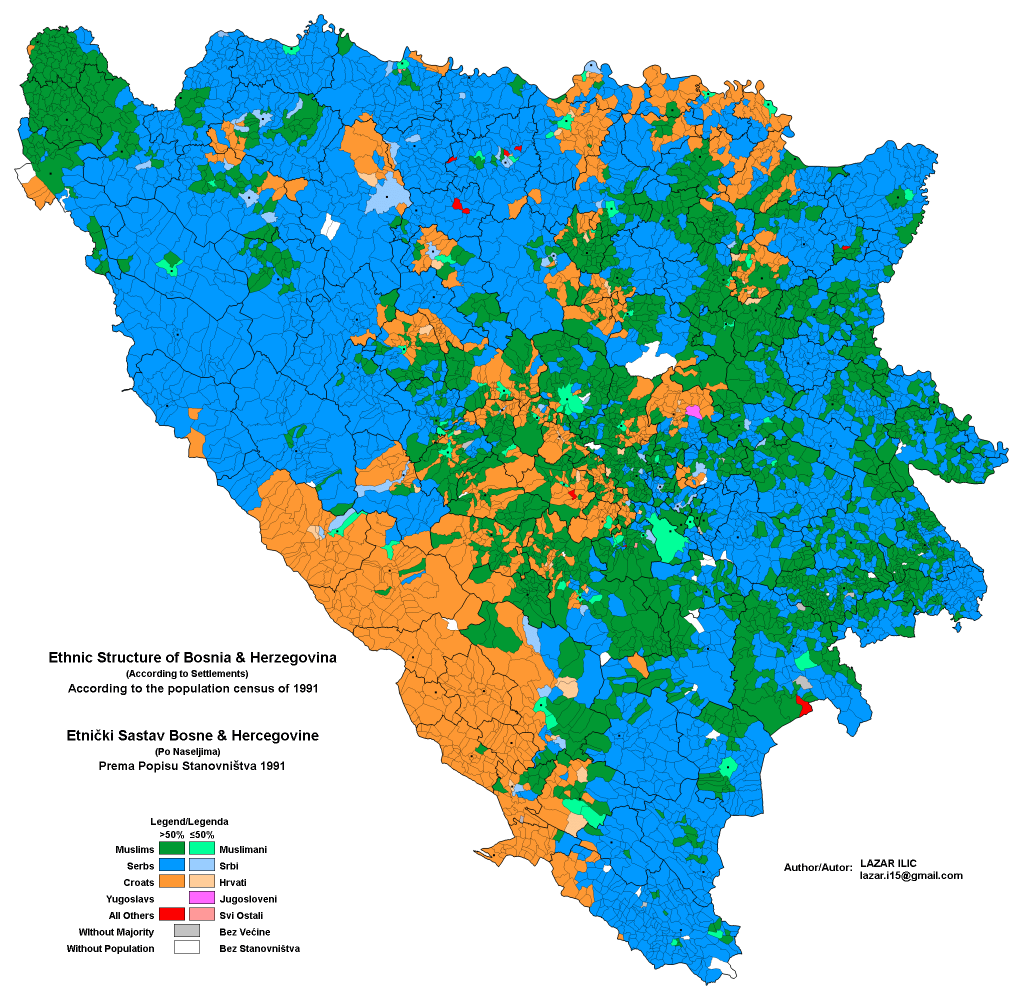
1991 год
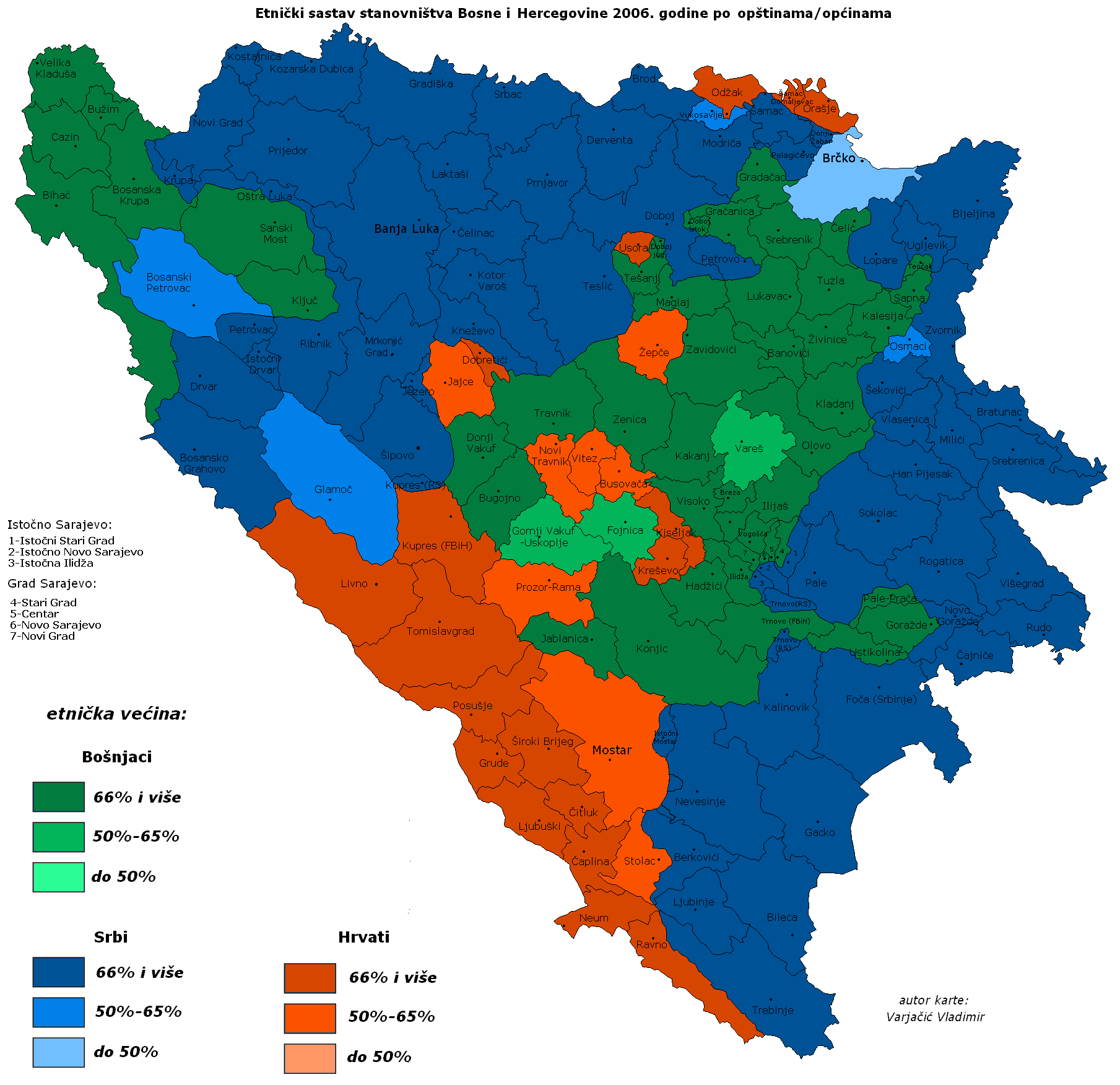
2006 год
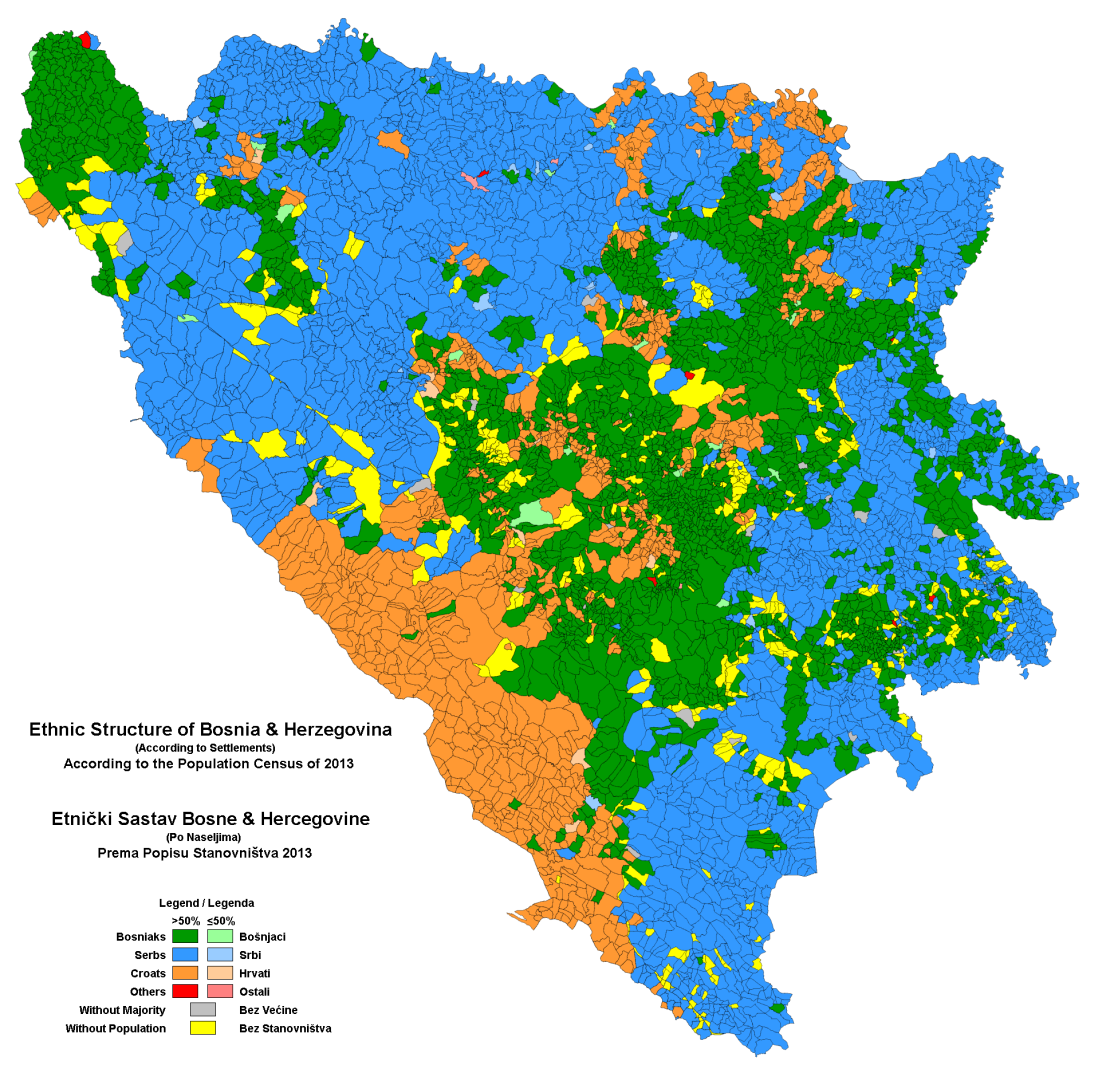
2013 год